# الحركة البيئية في نيوزيلندا

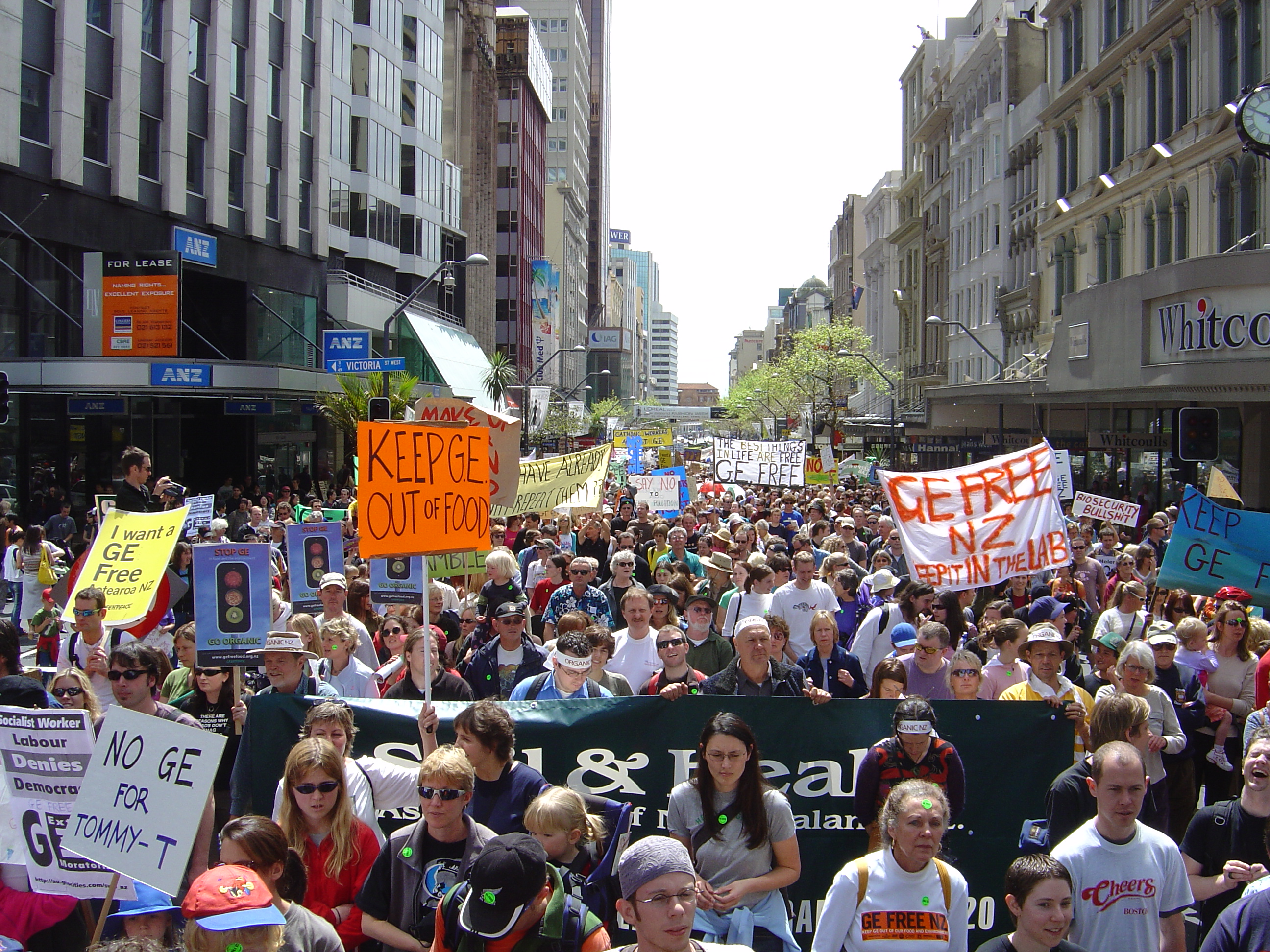
وقفة احتجاجية بيئية عام 2003 في أوكلاند.

بدأت الحركة البيئية في نيوزيلندا في ستينيات القرن العشرين، وهي فترة تغير اجتماعي سريع. اعترضت العديد من الحملات الوطنية البارزة على قضايا بيئية مختلفة منذ ذلك الحين. أنتجت الحركة البيئية في نهاية المطاف حزب القيم، الذي كان أول حزب سياسي يركز بشدة على القضايا البيئية المتعلقة بخوض الانتخابات الوطنية. تحول حزب القيم في النهاية إلى حزب الخضر في أوتياروا نيوزيلندا.

## بدايات الحركة
اعتبر عدد من المعلقين البيئيين أن القضية البيئية الرئيسية الأولى في نيوزيلندا كانت الحملة الوطنية المتعلقة بمنع رفع مستويات بحيرات مانابوري وتي أناو، بصفتها جزءًا من المرحلة الثانية لتطوير مشروع مانابوري للطاقة. استمرت «حملة إنقاذ مانابوري» منذ عام 1959 وحتى عام 1962، إذ شملت الحملة منظمات مثل جمعية حماية الغابات والطيور وجمعية الحفاظ على المناظر الطبيعية، ما أدى إلى وصول التماسين إلى البرلمان وتشكيل مجلس الحفاظ على الطبيعة، وهو عبارة عن هيئة استشارية حكومية. أصبحت «حملة إنقاذ مانابوري» في عام 1970، والتي بدأت في إنفركارجل في أكتوبر عام 1969، حملة وطنية شكلت التماسًا ثالثًا للبرلمان وتقرير لجنة مجلس الوزراء ولجنة تحقيق. استمر نقاش إنقاذ مانابوري حتى الانتخابات العامة لعام 1972، عندما وعدت إدارة كيرك القادمة بعدم رفع مستويات بحيرات مانابوري وتي أناو، إذ عُين حراس لبحيرات مانابوري وتي أناو لضمان تشغيل كلتا البحيرتين ضمن المستويات الطبيعية.
من المؤكد أن حملة إنقاذ مانابوري حدثت خلال فترة من الاهتمام الدولي المتزايد بالمفهوم الشعبي «للبيئة»، لكنها لم تكن الأولى –ولا الأخيرة– في سلسلة الحملات التي سعت للحفاظ على جوانب التراث الطبيعي في نيوزيلندا، والتي يعود تاريخها إلى إنشاء المحميات الطبيعية الأولى والحدائق الوطنية فيها. شملت حملات «الحفاظ على المناظر الطبيعية» المبكرة، مثل المناظرة حول غابة وايبووا، حيث قامت جمعية المحافظة على وايبووا بحملة ضد خطط الحكومة في عام 1946 لتسجيل غابة وايبووا، وتضمنت العديد من العناصر التي يمكن التعرف عليها في حملات «بيئية» لاحقة -مناشدات المعارضة العامة، وفقدان المناظر الطبيعية، والالتماسات، والنظر في الموقع لتوقع لآثار المحتملة لعملية قطع الأشجار. يُعد تعقيد النقاش حول الحفاظ على البيئة هو نقطة الاختلاف التي حصلت بحلول عام 1969، إذ كان من المُستطاع استخدام المعجم الدولي الجديد «لحماية البيئة» لوصف تلك السمات الملموسة وغير الملموسة لمناظر مانابوري، والتي هددها مشروع الطاقة.

## الحملات
شملت القضايا الرئيسية الأخرى الطاقة النووية، ومنع قطع الأشجار الأصلية للغابات ووقف زراعة المحاصيل الغذائية المعدلة وراثيًا. وقعت احتجاجات على قطع الأشجار في ويريناكي، وبورورا، وعلى الساحل الغربي للجزيرة الجنوبية.
نشطت الحركة البيئية في العديد من المجالات اعتبارًا من عام 2010، بما في ذلك معارضة بناء السدود المائية الجديدة واسعة النطاق، وحماية أراضي التعدين ومنع الإفراط في استخدام الموارد المائية.

## المنظمات
تُعد منظمة حماية الغابات والطيور الحكومية في نيوزيلندا، أكبر منظمة حماية بيئية شُكلت في عام 1923. تدعو منظمة غرين بيس أوتياروا نيوزيلندا (جي بي إن زيد) إلى العمل المباشر في نيوزيلندا والمناطق التي تحيط بها. تُعتبر منظمات حماية البيئة والاستدامة في أوتياروا نيوزيلندا (إي سي ؤو)، منظمة جامعة تضم حوالي 50 منظمة بيئية.

## وصلات خارجية
- New Zealand environmental organisations على مشروع الدليل المفتوح.